# Prosoplecta dexteralleni
Prosoplecta dexteralleni är en kackerlacksart som beskrevs av Hanitsch 1923. Prosoplecta dexteralleni ingår i släktet Prosoplecta och familjen småkackerlackor. Inga underarter finns listade i Catalogue of Life.